# Сахвон, Виталий Валерьевич
Виталий Валерьевич Сахво́н (род. 1980, Республика Беларусь, Бресткая область, Лунинецкий район, Микашевичи) — белорусский биолог. Заместитель декана по идеологической и воспитательной работе в Белору́сский госуда́рственный университет (БГУ),
кандидат биологических наук, доцент.

## Биография
Сахвон Виталий Валерьевич — Выпускник Белорусского государственного университета (2002 г.)
В 2011 году защищена кандидатская диссертация на тему «Экологическая характеристика сообществ птиц пойменных лесов Беларуси»
Он активно участвует в научных исследованиях, специализируясь на изучении городской орнитофауны. В 2022 году в соавторстве с К. А. Федоринчик опубликовал работу «Городские зеленые насаждения как места обитания редких и малочисленных видов птиц в аспекте туристического потенциала такого рода территорий».
Виталий Валерьевич также занимается педагогической деятельностью, являясь автором учебного пособия «Современная систематика хордовых», изданного в 2013 году совместно с С. В. Бугой.
Кроме того, он активно участвует в профориентационной работе, представляя биологический факультет на различных мероприятиях, направленных на привлечение абитуриентов.

## Научные Достижения
Курируемое направление научно-исследовательской работы студентов: фауна, биология и экология птиц Беларуси; фауна, биология и экология ктырей (Diptera: Asilidae) Беларуси
Область научных интересов: фауна, структура ассамблей и экология птиц лесных и урбанизированных экосистем Беларуси; синурбизация птиц; фауна, биология и экология ктырей (Diptera: Asilidae)
Автор Учебно-методических и учебных пособий
Автор Научно-популярных изданий
Имеет Статьи в научных журналах, сборниках трудов и материалах конференций в области энтомологии, области орнитологии
Ведущий Энтомолог в стране 
Общее число публикаций: 71